# Дьюри, Дейв
Дави́д Джо́рдж Дью́ри (англ. David George Durie; 13 августа 1931, Блэкпул, Ланкашир — 30 августа 2016) — английский футболист, играл на позиции атакующего полузащитника.

## Биография

### Игровая карьера
Дьюри большую часть футбольной карьеры играл за «Блэкпул», отыграв за «мандаринов» 12 сезонов. Он дебютировал за эту команду 23 февраля 1953 года в матче Английской футбольной лиги против «Чарльтон Атлетик»; матч закончился поражением «Блэкпула» со счётом 2:0. В сезоне 1956/57 Дьюри забил 22 гола во всех турнирах, став вторым бомбардиром команды после Джеки Муди. Всего на его счету за «Блэкпул» более 300 матчей и 84 забитых мяча.
В декабре 1964 года он перешёл в «Честер Сити», в котором играл до 1967 года. В том же году перешёл в «Флитвуд Таун», в котором отыграл один сезон, в том числе и как играющий тренер.

### Смерть
Скончался 30 августа 2016 года в возрасте 85 лет.